# Wellsville (Kansas)
Wellsville es una ciudad ubicada en el condado de Franklin el estado estadounidense de Kansas. En el año 2010 tenía una población de 1857 habitantes y una densidad poblacional de 844,09 personas por km².

## Geografía
Wellsville se encuentra ubicada en las coordenadas 38°43′11″N 95°4′53″O / 38.71972, -95.08139 (38.719694, -95.081358).

## Demografía
Según la Oficina del Censo en 2000 los ingresos medios por hogar en la localidad eran de $38,456 y los ingresos medios por familia eran $47,102. Los hombres tenían unos ingresos medios de $35,938 frente a los $25,250 para las mujeres. La renta per cápita para la localidad era de $18,215. Alrededor del 7.9% de la población estaban por debajo del umbral de pobreza.